# Corybas taiwanensis
Corybas taiwanensis là một loài thực vật có hoa trong họ Lan. Loài này được T.P.Lin & S.Y.Leu mô tả khoa học đầu tiên năm 1975.